# گارتنر (دهانه)
گارتنر یک دهانه برخوردی در ماه‌ است.